# Веретенченко, Алексей Андреевич
Веретенченко Алексей Андреевич (25 октября 1918, Белый Колодец — 15 марта 1993, Детройт) — украинский поэт, переводчик, журналист. Псевдоним — Олекса Розмай.

## Биография
Алексей Веретенченко родился 25 октября 1918 года в селе Белый Колодец Волчанского уезда, Харьковской губернии.
В 1925 году родители переехали в Харьков. Здесь получил среднее образование, окончил Харьковский педагогический институт, работал на областном радио, начал печататься. В 1939 году был принят в Союз писателей Украины.
В годы Великой Отечественной войны попал в окружение, находился в плену. Ему удалось спастись, прибыл в Львов, нашел работу в «Украинском издательстве» УЦК Владимира Кубийовича. В 1944 году эмигрировал в Германию, находился в лагерях. В 1949 году эмигрировал в США, поселился в Детройте. Был одним из основателей ОУП «Слово». Работал на заводе «Дженерал Моторс» до выхода на пенсию. Умер 15 марта 1993 г. в Детройте, штат Мичиган, где и похоронен.

### Творчество
Литературная деятельность Веретенченка началась ещё в Украине, в 1941 году, когда вышел сборник его лирики «Первый гром», член ОУП «Слово». Во время 2-й Мировой Войны сотрудничал с немецкой оккупационной прессой (Львовские Вести), писал пропагандистские стихи, иногда антисемитского содержания.
Автор сборников стихов «Первый гром» (1941), «Черное гнездо» (1943), «Дым вечности» (1951), «Заморские
вина» (1974), поэмы «Черная долина» (1953), перевёл поэму Байрона «Мазепа» (1959).
Отдельные издания:
- Веретенченко О. Вірші // Поезія-90. — К.: Радянський письменник, 1990. — Вип. 2. — С. 71-73.
- Веретенченко О. Дим вічності. — Детройт, 1951. — 60 с.
- Веретенченко О. Дві поезії // Літературно-науковий збірник — 1.- Нью-Йорк: Укр.-американське видавництво, 1952. — С. 102.
- Веретенченко О. Із збірки «Заморські вина» // Сучасність. — 1974. — Ч. 3 (159). — С. 16-18.
- Веретенченко О. Повстанці //Слово і зброя: Антологія української поезії, присвяченої УПА і революційно-визвольній боротьбі 1942—1967 / Упоряд. Л. Полтава. — Торонто — Онтаріо, 1968. — С. 265—268.
- Веретенченко О. Чорна долина: Поема. — Детройт, 1953. — 32 с.